# Ukryty w słońcu
Ukryty w słońcu – polski film psychologiczny z 1980 roku na podstawie powieści Ireneusza Iredyńskiego.

## Obsada aktorska
- Jan Englert – Janek
- Gabriela Kownacka – Joanna
- Ewa Dałkowska – Maria
- Kazimierz Kaczor – oficer śledczy
- Mieczysław Voit – profesor
- Eugeniusz Priwieziencew – Robert
- Dorota Pomykała – Beata
- Adam Ferency – pijak w barze